# Усть-Тосненський десант
Усть-Тосненський десант був здійснений катерами Ленінградської військово-морської бази у часі Усть-Тосненської операції — частини Синявінської операції 1942 року, є складовою битви за Ленінград.

## Сили противника
6 липня 1942 року позиції у траншеях по обидва боки Неви займає полк поліцейської дивізії СС, яка 18 серпня помітила рух радянської піхоти до фронту, однак нацистські частини активних дій не проводили оскільки угрупування було малочисельним — близько 1450 чоловік, тому зайняли вичікувальну позицію.
Перед цим Усть-Тосно було перетворене в опорний пункт, у обороняючої його роти було кілька десятків ручних та станкових кулеметів, котрі знаходилися в дотах й дзотах — на передньому краї і в глибині оборони — на західному й східному березі Тосни та вздовж залізничного насипу, укриті протитанкові гармати охороняли приступи до мостів, по периметру розміщувалося 11 батарей калібру 105—150 мм.

## Задум операції
Десантування було запропоновано провести того дня, коли наступаючі від річки Тосна війська Ленінградського фронту, котрими керував генерал Леонід Говоров, досягли б початкового успіху. В цьому випадку десант мав висаджуватися з Неви у тил німецьких сил, що оборонялися, та сприяти її розбиттю.
Організацію висадження десанту Ленінградській військово-морській базі (командир — контр-адмірал Ілля Кулешов). До загону висадки виділялося 38 катерів, багато з яких виконували і завдання по вогневому притлумленню противника в місці десантування. Додатково виділявся окремий загін артилерійської підтримки — 3 есмінці, 3 канонерські човни і артилерійських катерів, що мав завданням вести вогонь по противнику з ділянки нижньої течії Неви, де обидва береги річки були під радянським контролем. Також до групи підтримки десанту виділявся 301-й артилерійський дивізіон Балтійського флоту — 15 гармат 130-мм калібру та чотири 180-мм гармати, 13 залізничних флотських батарей, авіація Балтійського флоту. Командиром загону десантування призначався капітан 2-го рангу Абрам Богданович, операцією безпосередньо керував командуючий Балтійським флотом віце-адмірал В. Ф. Трибуц. До складу десанту виділялося 280 бійців зі складу 942-го стрілецького полку (командир полку Владислав Козино) 268-ї стрілецької дивізії (полковник Семен Донсков) та 50 моряків Ленінградської військово-морської бази, командиром був старший лейтенант А. Е. Кострубо.

## Перебіг десантування та захоплення плацдарму
15 — 17 серпня були проведені відволікаючі удари в долині Великої Іжорки, щоб відволікти німецькі сили від планованого головного наступу.
19 серпня 1942 року підрозділи 55-ї радянської армії Ленінградського фронту близько 10-ї ранку переходять в наступ — почалася Усть-Тосненська наступальна операція; головний удар здійснювався 268-ю стрілецькою дивізією проти німецької 121-ї дивізії, піхотинцям вдалося зайняти Усть-Тосно та форсувати річку Тосну.
У розпалі бою близько 13-ї години на 23 сторожових та 6 артилерійських катерах під ворожим обстрілом з правого берега Неви перший ешелон десанту прорвався до села Івановського (згодом увійшло до складу міста Отрадне) — на правому березі Тосни біля її впадіння в Неву, та здійснив там висадку, після зайняття позицій на підмогу десанту по зайнятому мосту прийшло 3 танки КВ (в інших джерелах — 5) 86-го окремого танкового батальйону та стрілецький полк; приблизно через годину висадився другий десантний ешелон. Висадження десантних сил виявилося для нацистських сил несподіваним, після досить потужної та артилерійської підтримки десантники змогли вибити противника з берегових укріплень та просунулися назустріч наступаючим радянським військам в планованому напрямі більш як на 1 кілометр — по залізниці до мосту через річку Святка й трохи далі. Німецькі сили були в бою вибиті чи полишили шерегу укріплених позицій, радянські війська зайняли цілком Івановське та Усть-Тосно; втрат в катерах у десанту не було. Протитанкова артилерія змогла підбити 2 радянські танки, однак німецькі сили відтіснив підійшлий 952-й полк майора Олександра Клюканова, в авангарді йшов батальйон старшого лейтенанта Миколи Опанасовича Кукареко, наступ прикривав батальйон капітана Поболіна. В боях того дня 947-й піхотний полк втратив до 70 % особового складу, 95-й — до 60 %.
До полудня 20 серпня німецькі сили знову вибиті з Усть-Тосно та відкинуті за залізницю радянською контратакою, яку підтримували 1 танк КВ та 2 БТ-5, при цьому КВ був підбитий; по населеному пункту стріляла і німецька, і радянська артилерія. Тим часом на плацдармі протягом двох з половиною днів безперервно відбивали німецькі контратаки. 5 бронекатерів доставили підмогу на плацдарм, 2 з них були пошкоджені ворожим вогнем.
На подальші бойові дії вплинули розбіжності планування морського та сухопутного керівництва — десантники опинилися в глибині німецької оборони, тоді як наступ підрозділів 55-ї армії призупинився через запеклий німецький опір; бої прийняли затяжний характер. За таких обставин командир десанту Клюканов приймає рішення йти на прорив задля злучення із сухопутними частинами, що і було того ж дня зроблено із втратами.
Неузгодженість дій сил, що брали участь в операції, мала свій негативний вплив на подальшому її перебігу; разом з тим радянські війська зайняли села Івановське та Усть-Тосно, створивши тут плацдарм на південному березі Неви — Івановський п'ятачок — дії моряків та десантників у цьому відіграли важливу роль. В наступні дні всі дії десантників звелися до боїв по утриманню плацдарму та спроб — без особливого успіху — його розширити.
Сили десанту, що були на плацдармі, викликають вогневу підтримку, з району Корчмино німецькі позиції обстрілюються реактивними установками «Катюша», однак після обстрілу нацистська піхота та частини 12-ї танкової дивізії продовжували атакувати.

## Постачання радянських військ на плацдармі
Через відсутність прямого зв'язку плацдарму біля Івановського з головними силами 55-ї армії було необхідно налагодити постачання сил, що там знаходилися; виконання цього завдання покладалося на Ленінградську військово-морську базу. Катери власне щодня доставляли поповнення й набої і відвозили поранених через Неву; ці перевезення здійснювалися під ворожим вогнем з близької відстані, через це відбувалися значні людські жертви. На північному березі Неви керівництво фронту наказує розгорнути декілька артилерійських батарей — для придушення вогню ворожої артилерії та прикриття катерів.
21 серпня кораблі Балтійського флоту числом 40 продовжували висадку десанту на плацдармі в Усть-Тосно; як згодом зазначалося в доповідній записці — «через туман та велику кількість металу у десанту, що вплинуло на роботу компасів», того дня 839 десантів були висаджені в Усть-Тосно, а ще 106 — на свою ж територію, при цьому 6 катерів були знищені вогнем противника, 2 артилерійські та 2 сторожові катери сіли на мілину, ще 1 пошкоджений. З німецького боку прибуває посилення — полк 61-ї піхотної дивізії, охоронний батальйон та рота танків 12-ї танкової дивізії.
22 серпня під Усть-Тосно було довезено ще 220 десантників, при цьому німецькою артилерією був пошкоджений 1 катер, в атаці того дня 3 танки БТ були підбиті на мосту і там згоріли, заштопоривши радянський наступ.
Радянський наступ 55-ї армії 23 серпня біля Усть-Тосно зупинився, артилерією було потоплено 1 радянський катер. Того дня та 24 серпня піхота укріплялася на зайнятих позиціях, танкісти рихтували підбиті, але вцілілі танки.
25 серпня 947 стрілецький полк продовжував спроби наступу вздовж шосе за підтримки 6 танків БТ, 2 з них були підбиті, 2 ушкоджені, 2 застрягли в тванюці. Того дня останні 30 живих бійців з підрозділу Клюканова згідно з наказом відходять на західний берег — під обстрілом по наплавному мосту.
До цього часу під Усть-Тосно з нацистського боку вже тримали бій піхотний полк 4-ї поліцейської дивізії СС, полк 31-ї піхотної дивізії, полк 5-ї гренадерської піхотної дивізії, механізований полк 12-ї танкової дивізії, рота 121-ї піхотної дивізії.
При спробі наступу 26-27 серпня 342-го полку 136 стрілецької дивізії вздовж насипу в Івановському не привело ні до чого, загинуло 760 бійців.

## Втрати та вшанування
З 19 по 25 серпня в боях під Усть-Тосно 268-ма дивізія втратила 3677 життів, 136-та — 2001.
Ленінградська військово морська-база за час проведення десантної операції доставила на плацдарм 5000 бійців, вивезла 2000 поранених, довезла 14 гармат, 13 мінометів, 1 танк, понад 20 тонн набоїв та провізії, морська авіація у вогневій підтримці виконала близько 300 вильотів.
Медсестра Клариса Чернявська шість разів піднімала бійців в атаку, загинула 24 серпня при перев'язуванні пораненого, посмертно нагороджена орденом Леніна.